# واژه‌های آبی
واژه‌های آبی (انگلیسی: Words in Blue) فیلمی در ژانر درام به کارگردانی آلن کورنو است که در سال ۲۰۰۵ منتشر شد. از بازیگران آن می‌توان به سیلوی تستود و سرژی لوپس اشاره کرد.